# Michaela Nösig
Michaela Nösig (7 febbraio 1988) è un'ex sciatrice alpina austriaca.
È sorella di Christoph, anche lui sciatore della nazionale austriaca.

## Biografia
La Nösig, slalomista pura attiva in gare FIS dal dicembre del 2003, debuttò in Coppa Europa il 17 dicembre 2005 a Sankt Sebastian, senza completare la prima manche. Il 29 novembre 2009 ottenne il suo unico podio nel circuito continentale giungendo 3ª a Funäsdalen, chiudendo alle spalle della connazionale Carmen Thalmann e della svedese Emelie Wikström.
Prese parte a tre gare di Coppa del Mondo (la prima il 12 gennaio 2010 a Flachau, l'ultima l'11 gennaio 2011 nella medesima località), senza mai classificarsi. Si congedò dalle competizioni in occasione dello slalom speciale dei Campionati austriaci 2012, il 20 marzo a Gerlitzen; in carriera non prese parte né a rassegne olimpiche né iridate.

## Palmarès

### Coppa Europa
- Miglior piazzamento in classifica generale: 20ª nel 2009
- 1 podio:
  - 1 terzo posto

### Campionati austriaci
- 1 medaglia[2]:
  - 1 oro (combinata nel 2006)

### Campionati austriaci juniores
- 8 medaglie[2]:
  - 1 oro (slalom speciale nel 2007)
  - 4 argenti (slalom speciale nel 2005; slalom gigante, slalom speciale, combinata nel 2006)
  - 3 bronzi (combinata nel 2005; discesa libera nel 2006; combinata nel 2007)